# سكوت دو
سكوت دو (بالإنجليزية: Scott Doe)‏ هو لاعب كرة قدم بريطاني، ولد في 6 نوفمبر 1988 في ريدنغ في المملكة المتحدة. شارك مع منتخب إنجلترا لكرة القدم C ‏. أما مع النوادي، فقد لعب مع بوريهام وود إف سي وسويندون تاون ونادي كيترينغ تاون ونادي ويموث.

## وصلات خارجية
- سكوت دو على موقع قاعدة بيانات كرة القدم.إي يو (الإنجليزية)
- سكوت دو على موقع Soccerbase.com (لاعب) (الإنجليزية)
- سكوت دو على موقع Soccerway.com (الإنجليزية)